# Potamites erythrocularis
Potamites erythrocularis loài thằn lằn mới được phát hiện ở Công viên quốc gia Peru. Chúng cư trú ở thượng vùng Công viên quốc gia Manu thuộc khu vực Cusco, Đông Nam Peru. Khác với nhiều loài thằn lằn khác, loài bò sát này có lớp vảy gai phủ khắp lưng, phần mũi gắn liền với trán và có quầng đỏ quanh mắt con đực trong khi con cái không có lỗ tiết chất nhầy thu hút bạn đời và đánh dấu lãnh thổ. Phát hiện mới này nằm trong khuôn khổ chương trình nghiên cứu do hai nhà khoa học Alessandro Catenazzi và German Chavez phối hợp với một nhóm nhà sinh vật học và nhân viên kiểm lâm của Công viên quốc gia Manu.